# Silvia de Esteban
Silvia de Esteban Niubo, người mẫu đến từ Tây Ban Nha là thí sinh thứ hai của nước này chiến thắng tại cuộc thi Hoa hậu Quốc tế. Cô đăng quang ngôi vị này năm 1990, 13 năm sau chiến thắng của Pilar Medina năm 1977.